# Usbat al-Ansar
Usbat al-Ansar (en arabe : عصبة الأنصار, Osbat al-Ansar, Asbat an-Ansar, Ligue des partisans) est un groupe armé islamiste djihadiste salafiste qui serait lié à Al-Qaïda, installé dans le camp palestinien d'Aïn al-Héloué près de Saïda dans le sud du Liban. Son chef est Abou Mihjin.
L'organisation est placée sur la liste officielle des organisations terroristes du Canada, des États-Unis, de l'Australie, du Royaume-Uni et de la Russie.
Le 31 août 1995, le groupe ouvre le feu sur l'ex-président des Ahbach. Ce groupe ferait aussi partie des groupes armés qui ont commis des attaques contre l'armée libanaise en mai 2007. Le mouvement aurait des liens étroits avec Jound al-Cham[réf. nécessaire].
L'organisation est également accusée d'être impliquée dans l'attaque terroriste ayant coûté la vie à 4 juges libanais lors d'une session du Tribunal de Saïda, le 8 juin 1999. Le 25 octobre 2017, Ahmad Abdel-Karim al-Saadi, plus connu sous le surnom d' “Abou Mihjin” et ses complices Mahmoud Hussein Moustafa, Ibrahim Jamal Lotfi, Hussein Mohammed Chaheen et Jihad Oqeidat al-Swarka sont ainsi condamnés à mort par contumace par une cour de justice libanaise pour leur implication dans l'attaque terroriste ayant visé le Tribunal de Saïda, soit 18 ans après les faits.